# スレッシャー (原子力潜水艦)
| USS Thresher (SSN-593) |                                     |
| 艦歴                   |                                     |
| 発注:                  | 1958年1月15日                       |
| 起工:                  | 1958年5月28日                       |
| 進水:                  | 1960年7月9日                        |
| 就役:                  | 1961年8月3日                        |
| その後:                | 1963年4月10日に喪失                 |
| 除籍:                  | 1963年4月16日                       |
| 性能諸元               |                                     |
| 排水量:                | 水上：3,540 トン、 水中：3,770 トン |
| 全長:                  | 279 ft (85 m)                       |
| 全幅:                  | 32 ft (9.7 m)                       |
| 喫水:                  | 26 ft (8.7 m)                       |
| 最大速:                | 20+ ノット (37 km/h)                |
| 潜行深度:              |                                     |
| 機関:                  | ウェスティングハウス S5W Reactor    |
| 乗員:                  | 士官16名、兵員96名                  |
| 兵装:                  | 21インチ魚雷発射管4基               |
| モットー:              | Vis Tacita (Silent Strength)        |
|                        |                                     |

座標: 北緯41度46分 西経65度03分 / 北緯41.767度 西経65.050度
スレッシャー (USS Thresher, SSN-593) は、アメリカ海軍のスレッシャー／パーミット級原子力潜水艦。艦名はオナガザメ（英：Thresher Shark）に因み命名された。その名を持つ艦としてはタンバー級潜水艦3番艦(SS-200)以来2隻目。本艦は同級の1番艦であったが、1963年4月に事故で失われた。
本艦の深海潜航試験時における事故は、厳密な潜水艦安全運用プログラムである SUBSAFE が実施されるようになった分岐点と見なされる。

## 艦歴
スレッシャーは1958年1月15日にポーツマス海軍造船所に建造発注される。1958年5月28日に起工し、1960年7月9日にフレデリック・バーデット・ウォーダー夫人によって命名、進水、1961年8月3日にディーン・L・アクジーン艦長の指揮下就役した。
就役後は1961年から翌62年にかけて西大西洋およびカリブ海で長期公試を行う。これらのテストでは搭載された多くの複雑な新技術および兵器の評価が行われた。公試に続いてスレッシャーは1961年9月18日から24日までアメリカ北東海岸沖で原子力潜水艦演習 (NUSUBEX) 3-61 に参加した。
10月18日にスレッシャーは東海岸に沿って南方へ向かう。プエルトリコのサンフアンに寄港中の11月2日に艦の原子炉が停止し、艦内の電源はディーゼル発電機で供給された。しかしながら発電機は数時間後に故障し、バッテリーから電源が供給されることとなる。発電機は短時間での修理が見込めなかったため、艦長は原子炉の再起動を命じた。原子炉が臨界に達する前にバッテリーの電源が切れ、換気が行われなくなったため艦内機関室の温度は60度（華氏140度）に達した。翌日カヴァラ (USS Cavalla, SS-244) が到着し、ディーゼルエンジンから電気を供給したため、スレッシャーは原子炉を再起動することができた。
その後は公試および水雷試験を行い、11月29日にポーツマスに帰港する。同港に年末までとどまり、翌1962年は2月までソナーおよびサブロックの発射試験を行う。3月には原子力潜水艦の戦術能力向上を目的とした演習、NUSUBEX 2-62 に参加、アルファ任務部隊との対潜水艦戦訓練にも参加した。
スレッシャーはサウスカロライナ州チャールストン沖で海軍対潜水艦戦会議の視察を受け、その後ニューイングランド水域に向かう。続いてフロリダ沖でサブロック発射試験を行った。しかしながらポートカナベラルでの停泊時にタグボートと衝突し、バラストタンクを破損する。コネチカット州グロトンのエレクトリック・ボート社で修理を受けた後、スレッシャーは再びフロリダに向かい、キーウェスト沖で試験を継続した。その後母港に戻り、1963年の初春までドック入りした。

## 喪失

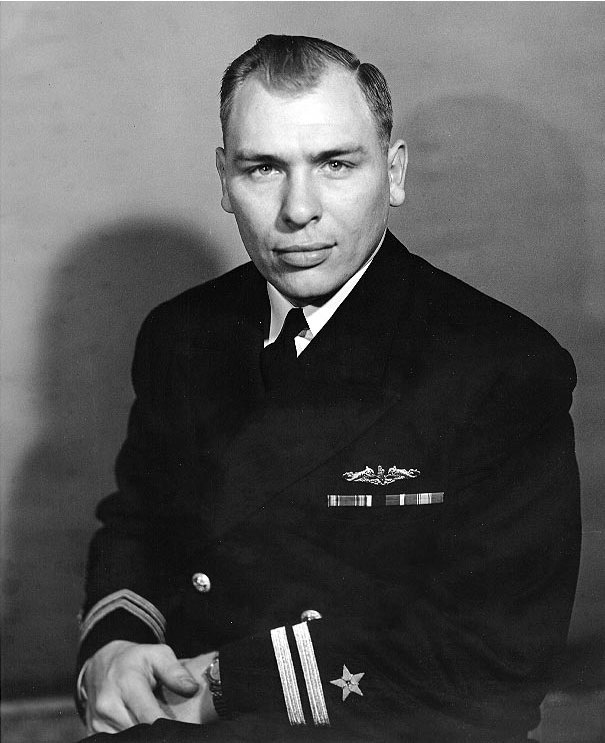
艦長のジョン・W・ハーヴェイ海軍少佐（本写真は大尉時代に撮影されたもの）

1963年4月9日、ドックでの修理作業が完了すると、スレッシャーはジョン・ウェズレー・ハーヴェイ艦長の指揮下オーバーホール後の整調試験を開始した。ハーヴェイ艦長は米原子力潜水艦の黎明期より原子力潜水艦に乗り続けている乗艦経験が豊かな軍人であり（事故時で原子力潜水艦歴9年）、ノーチラスの北極点通過航海にも参加した経験も持つベテランだった。
事故当日、海中救助船スカイラーク(USS Skylark, ASR-20)を随伴したスレッシャーはマサチューセッツ州コッド岬東方350kmの海域に向かい、翌10日朝から深海潜行試験を開始した。スレッシャーが試験深度に近付いたところで、スカイラークはスレッシャーからの水中電話で雑音混じりの通信を受けた。「...小さな問題が発生、上昇角をとり、ブローを試みる」  。
スカイラークはスレッシャーに制御可能か問い合わせたが、かろうじてわずかに聞き取れる交信を発した後に、隔壁が壊れる不吉な音が返って来たのみで、やがて水上の観測者たちはスレッシャーの沈没を悟った。乗組員と軍及び民間の技術者、合計129名全員の命が、艦と共に喪われた。
バチスカーフトリエステ、海洋調査船ミザール (USNS Mizar, AGOR-11) および他の艦船を使用して大規模な水中探索が行われた。スレッシャーの残骸は、6月になって8,400フィート(2,560m)の深海で大きく6つの部分に分かれて発見された。残骸の大部分は約400ヤード（356m）の円内に分散しており、6つの部分とは司令塔、ソナードーム、艦首、機関部、作戦室区画、艦尾である。なお、アメリカ海軍は1965年から1986年にかけて4度の放射線調査を行ったが、原子炉からの放射線リークは確認されていない。
深海で撮影された写真、引き上げられた部品およびスレッシャーの設計、運用歴の評価によって、海軍予審裁判所は、「スレッシャーは恐らく海水配管システムのろう付け箇所が破損したもの」と結論した。この配管では溶接ではなく銀によるろう付けが多用されていた。以前に実施していた超音波による検査では、ろう付け箇所の約14%に潜在的な問題が発見されたが、それらの大部分は修理を要するほど重大な危険は無いと判断されていた。破断した接合箇所から噴出した高圧の水は、多数の電気パネルのうちどれかをショートさせたかも知れず、そうなると原子炉は緊急停止して推進力は失われる。バラストタンクを排水（ブロー）できなかった原因は、圧縮空気タンクが過度の湿気に満たされていたためだと後日結論づけられた。このため空気が弁を抜ける際に凍り付き、自身の通り道を塞いでしまったのである。この現象は後に姉妹艦のティノサ (USS Tinosa, SSN-606) を用いてドック内で再現された。試験深度近くでのバラストタンク・ブローをシミュレートした試験では、弁内部のろ過器が氷結し、空気の流れは僅か数秒間しか持続しなかった。後日、空気乾燥機が高圧空気圧縮機に(まずティノサから)追加装備され、緊急ブローが正常に動作するよう修正された。
ディーゼル機関の潜水艦と異なり、原子力潜水艦は海面への浮上に当たってバラストの排出よりも速度と艦体の角度に依存している(つまり、艦首を海面に向けて推進させることで浮上する)。また、深海ではバラストタンクから排水することもまずない。そんなことをすれば艦体は制御を失って海面へロケットのように急激に浮上してしまう可能性があるからである。通常の手順では、潜望鏡深度まで艦体を推進させた後、潜望鏡を上げて周辺に問題のないことを確認し、それからバラストタンクを排水し、艦を海面に浮上させる。
事故当時の原子炉操作手順には、緊急停止に続く急速再起動は含まれておらず、また二次冷却系に残る蒸気を使って海面まで艦を「駆動」することも入っていなかった。原子炉の緊急停止に続く規定の手順では、主蒸気システムを分離して、推力と電力をもたらすタービンへの蒸気を遮断することとされていた。これは原子炉が過度に急速に冷却されるのを防ぐためだった。スレッシャーの原子炉操作士官であったレイモンド・マックール大尉は事故当時、家庭内の事故で負傷した妻の看護のため乗艦していなかった。彼を気の毒に思ったハーヴェイ艦長が上陸許可を与えていたのであった。マックールの見習いだったジェームズ・ヘンリーは原子炉教程を修了したばかりだったので、たとえスレッシャーが限界深度かそれよりやや深い深度で浸水していたとしても、多分規定の手順に従ってスクラム後に蒸気システムを分離する指示を下しただろう。一旦閉じられてしまうと、蒸気系の閉鎖弁は大き過ぎてすぐには開放できなかった。後年マックールは、自分なら弁を閉じるのを遅らせた筈だと述べた。それなら機関室が浸水しても艦を海面まで推進できただろうという。ハイマン・リッコーヴァー提督は後に手順を改訂して、原子炉の緊急停止後でも二次冷却系から一定量の蒸気を数分間は引き出せるようにした。
スレッシャーの沈没後、リッコーヴァーの訓練に対して多くの（隠れた）批判がなされた。リッコーヴァーの「原子炉屋」たちは如何なる時でも原子炉を守るよう余りにも厳格に条件付けされているので、たとえ艦が大深度で明らかに遭難していても、彼らは機械的に主蒸気弁を閉めて艦が必要とする推進力を奪ってしまう、というのである。
この批判ほどリッコーヴァーを激怒させたものは無かった。「常識的に考えて」それはデタラメだと彼は主張した。
機関室の乗員は浸水の被害に単純に圧倒されてしまったか、または抑え込むのに手間取り過ぎたのだろう。スレッシャーが出航する前にドックで行った機関室への浸水試験では、補助海水系からの漏水を遮断するのに20分掛かった。試験深度で、浸水しつつ、しかも原子炉が停止している状態では、スレッシャーは回復までに20分もの猶予は無かっただろう。たとえ原子炉制御システムのショートを解決できたとしても、そこから炉を再起動するのに10分近く掛かった筈である。
スレッシャーは深度1,300～2,000フィート (400～600m) の間の何処かで圧壊した(即ち、艦のコンパートメント一つ以上が1秒以内に内側へ潰れた)。全乗員はほぼ即死（長くとも1～2秒以内）したと考えられる。
事故後何年かに渡り、米国海軍はSUBSAFE計画を発動し全ての潜水艦について設計、製造上の問題を修正するべく努めた。これは原子力、通常動力を問わず就役中、建造中、計画中の全潜水艦を対象とした。正式な調査の結果、ポーツマス海軍造船所に残された記録は凡そ十分でないことが判明した。例えば、ポーツマスで完成に近づいていたスレッシャーの姉妹艦であるティノサの外殻溶接箇所のX線写真の所在は誰も確認できず、実際そもそも撮影されたのかすら判らなかった。さらに、スレッシャーの機関室レイアウトは不便なばかりか危険でさえあり、主および補助海水系の閉鎖弁は艦の中枢部から操作不能だった。後に殆どの潜水艦には、操舵室の中央制御盤に浸水制御レバーが設計時点で装備されるか後付けで追加され、当直機関士官による遠隔操作で海水系の閉鎖弁を閉められるようになったが、スレッシャーの場合、海水系の閉鎖弁は現場で手動操作する必要があった。浸水時では、乗組員は閉鎖弁に到達すらできなかったかも知れない。深海では、たとえ小さな亀裂からでも、噴出する水流は金属キャビネットをへこませ、ケーブルの絶縁を剥ぎ取り、人体をも切断できてしまう（深海1,000フィート(300m)での水圧は1平方インチ当たり約450ポンド(3,100 kPa)）。
後にSUBSAFEは米国海軍における原潜運用の核心とされたが、僅か数年後にはないがしろにされた。それは原潜戦力増強を目論んだ別の計画のため、新原潜スコーピオン (USS Scorpion, SSN-589) を急いで就役させた際のことだった。1968年5月21日にアゾレス諸島沖の事故でスコーピオンが喪われたことでSUBSAFEの必要性は再認識され、それ以来米国海軍は原潜を喪失していない。
米国海軍はスレッシャーの沈没以来、現場海域の環境条件を定期的に検査しており、米国海軍原子力艦船の環境に対する影響を報告する公式年次文書の中で触れている。これらの報告書では沈没したスレッシャーが現場海域の深海環境に影響を及ぼしたかどうかを確認するために採取した海水、沈殿物、海洋生物のサンプルについての詳細を提供している。報告書はまた水上艦船および潜水船それぞれから深海調査を行うための方法論について説明している。検査結果によれば環境に対し重大な影響は出ていない。スレッシャーの核燃料は依然漏出していない。
米国潜水艦の級別は一般にその級の一番艦の船体番号で知られる。例えばロサンゼルス級の艦はロサンゼルスの船体番号がSSN-688であることから688級と呼ばれる。これに従えばスレッシャー級の艦は593級と呼ばれるべきなのだが、スレッシャーの沈没以来594級（パーミット級）と呼ばれている。

## 事故の詳細
4月9日

スレッシャーの沈没事故の経過を再現した動画。まず、機関室への浸水により、原子炉が停止したため緊急浮上を試みる。しかし、ジュール＝トムソン効果によりバラストタンクの弁が氷で詰まってしまい排水不能に陥る。そして艦体は艦尾を下にして沈没していった

- 07:47：スレッシャーは1,300フィートの深度へ潜航を開始する。
- 07:52：深度400フィートで水平状態になる。海上と連絡を取り、乗組員は漏水部分の調査を行う。漏水は発見されなかった。
- 08:09：ハーヴェイ艦長が予定深度の半分に達したことを報告する。
- 08:25：深度1,000フィートに達する。
- 09:02：スレッシャーは数ノットの低速で巡航（潜水艦は深海部において通常低速で注意深く移動する）を行い、ハーヴェイ艦長は右20度、下方5度へ進路変更を命じる。
- 09:09：機関室で配管のろう付けされた継ぎ手が破断したと見られている（・訳注：以下スレッシャーの内部の描写は全て推定）。乗組員は浸水を止めようと試みる。同時に機関室内に靄が充満した。スレッシャーのハーヴェイ艦長は全速力、司令塔の昇降舵最大、メインバラストタンク・ブローを命じて浮上しようとする。ジュール＝トムソン効果により加圧された空気は管の中に急速に広がり温度を下げ、数秒で凍結しバラストタンクの排水を不能とする。また漏水が基板をショートさせ原子炉の自動停止に結びつき、艦は推進力を失う。この時点でハーヴェイ艦長が取り得た合理的な行動はバッテリーによる予備推進機に切り替えることだった筈である。浸水を食い止め次第、機関室員は原子炉の再起動を始めるが、この操作には少なくとも7分間掛かると考えられる。
- 09:13：ハーヴェイ艦長は水中通話器で状況を報告する。いくつかの言葉は認識可能だが、雑音で聞き取りにくい：「...小さな問題が発生、上昇角をとり、浮上を試みる」。機関室の浸水で艦は重くなり、恐らく艦尾を下にして沈降を続ける。再びバラストタンクを空にしようと試みられたが、凍結により失敗。この時点でスカイラークの士官たちは圧縮空気が漏れる音をスピーカーから聞いた。
- 09:15：スカイラークはスレッシャーへ意向を尋ねる：「こちら針路270度、距離不明、応答を待つ」。だが応答はなく、スカイラークの艦長ヘッカー少佐は自ら水中電話で「そちらは制御可能か？」と問い合わせる。
- 09:16：スレッシャーから雑音混じりの通信を受け取る。このとき聞き取れた言葉は「900 N」と記録されている。[この通信の意味は不明であり、後の調査でも議論されなかった。潜水艦の深度と針路かも知れないし、アメリカ海軍の「事象番号」(例えば1000は潜水艦の喪失を表す)と、「N」はスカイラークからの「そちらは制御可能か？」との問い合わせに対する否定応答だったのかも知れない]
- 09:17：再び通信を受け取る。一部は「試験深度を超えつつある...」と聞き取れた。水圧の増加により破損した管からの浸水が広がる。
- 09:18：スカイラークは高エネルギーによる圧壊が発生した際の低周波ノイズを検知する。

4月11日午前10:30の記者会見で米国海軍は艦が失われたと公式に結論した。

## 沈没原因に関する異説（電気系の故障）
事故から50年後の2013年、音響データの専門家であるブルース・ルールは、USSスカイラークと大西洋のSOSUS列から得られたデータの解析結果を論文にまとめ、Navy Times紙2013年4月8日号に掲載した。ルールの分析が依拠したSOSUSデータは1963年当時は高度の軍事機密であり、事故調査委員会でも公に討議されず、議会審問でも公表されなかった。
ルールは沈没の主因を主冷却ポンプに給電していた分電盤の故障と結論した。ルールによると、SOSUSデータが示すところ、まず電気的な不安定が二分間続き、ついで分電盤が09:11に故障し主冷却ポンプが停止した。このため原子炉が緊急停止し推進力が失われた。更に圧縮空気パイプ内部の結氷のためバラスト水を排出不能となったため、スレッシャーは沈没した。ルールの分析では配管ろう付け箇所などからの漏水は一切無く、スレッシャーは圧潰するまで水密だった。SOSUSデータは漏水の音響を一切拾っておらず、スカイラークの乗員も浸水音は全く報告していない上に、スカイラークはスレッシャーと普通に会話可能だった。これが問題になるのは、試験深度で漏水すれば例え小さなものでも耳を聾する轟音を発した筈だからである。加えてスレッシャーの前艦長は、もし浸水があれば、たとえそれが小口径の配管からでも自分なら「小さな問題」などとは呼ばないと証言している。
ルールは、スレッシャーとの会話で09:17に出てきた「900」という言葉は試験深度を指すもので、つまりスレッシャーは計画上の試験深度だった1,300フィートを900フィート上回る深度2,200フィート（約670m）まで沈降していたと解釈している。ルールによれば、SOSUSデータはスレッシャー圧潰を09:18:24、深度2,400フィートと示しており、これは従来想定されていた圧潰深度より400フィート深かった。圧潰は僅か0.1秒間の出来事で、速過ぎて人間の神経系では知覚不能だった。